# 敘利亞的斯特拉托妮可

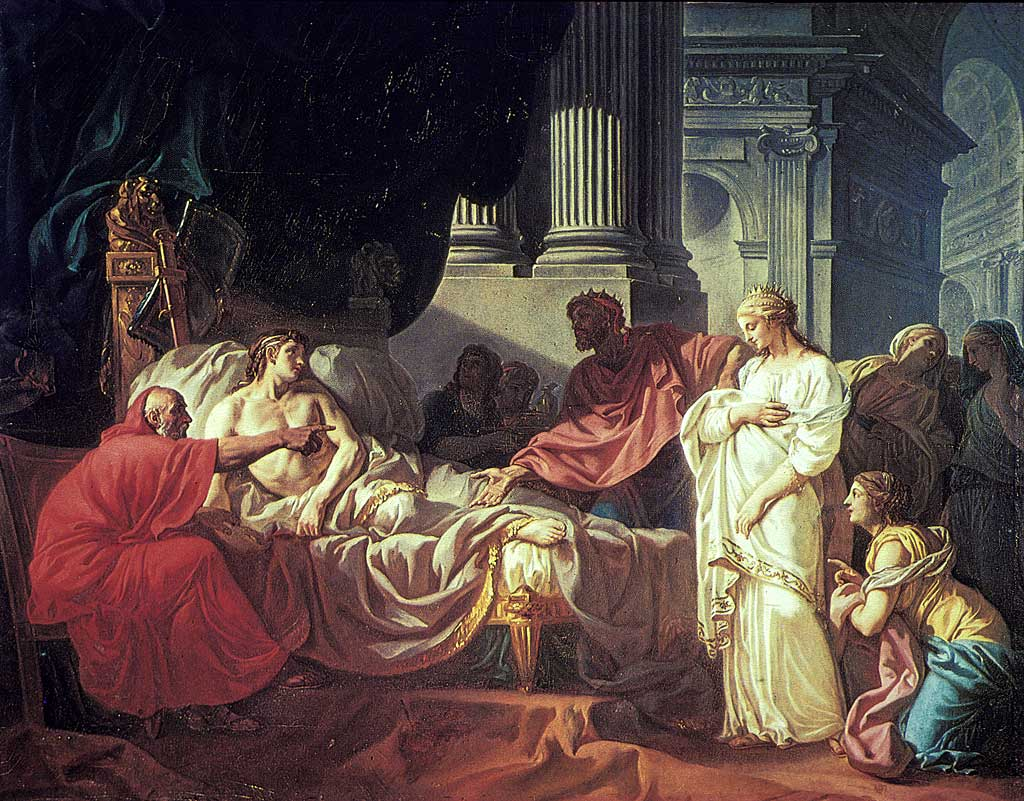
《安條克和斯特拉托妮可》(Antiochus and Stratonice),雅克-路易·大衛(1774)所繪.

斯特拉托妮可（希臘語：Στρατoνικη），為馬其頓安提柯王朝國王德米特里一世與安提帕特女兒菲拉所生的女兒。之後成為塞琉古帝國王后。
在前299年斯特拉托妮可在尚未年滿17歲時，塞琉古帝國國王塞琉古一世希望德米特里一世能把斯特拉托妮可嫁給他，因此德米特里一世護送斯特拉托妮可前往奇里乞亞海岸的羅蘇斯（Rhosus），並在那裡受到塞琉古一世隆重歡迎。雖然斯特拉托妮可與年邁的塞琉古一世年齡相差很大，但婚姻關係相當融洽，斯特拉托妮可幾年後還為塞琉古一世生下一個兒子和一個女兒菲拉。
塞琉古一世和第一任王后阿帕瑪所生的王子安条克此時對於這位年輕的新王后相當愛戀，但對於身份上這種不倫之戀相當掙扎，在深感相思痛苦和自責下食不下咽，讓身體漸漸衰弱，甚至有殉情的態度。照料安条克的御医埃拉西斯特拉圖斯很快就查覺此病情是愛情引起的，於是暗自在宮廷的麗人前来探望安條克時，觀察他的神情變化。當斯特拉托妮可單獨來探望或是與塞琉古一世一同前來時，這位王子都出現臉紅心跳等戀愛徵象。如此一來埃拉西斯特拉圖斯得知王子的愛戀對象是王后之後，向塞琉古一世報告此事。塞琉古一世為了解救兒子的性命，於前294年讓斯特拉托妮可與安條克成親，並且同時宣布安條克為帝國東部的國王。
之後有關斯特拉托妮可的歷史描述相當稀少，斯特拉托妮可與安條克一世生下五個子女:塞琉古（後來因謀反而被處決）、勞迪絲、安條克二世、阿帕瑪（後來嫁給昔蘭尼國王馬加斯）、斯特拉托妮可。
在卡里亞的斯特拉托妮基亞據信是安條克一世以斯特拉托妮可的名字來命名的。